# Stanisław Małolepszy
Stanisław Małolepszy (ur. 18 kwietnia 1907 w Okręglicy, zm. 12 czerwca 1969) – polski działacz związkowy i polityk, poseł do Krajowej Rady Narodowej (1945–1947), na Sejm Ustawodawczy (1947–1952) oraz na Sejm PRL I kadencji (1952–1956).

## Życiorys
W młodości pracował jako tkacz. Zaangażował się w działalność ZZP, z ramienia którego był delegatem robotniczym w fabryce braci Przygórskich w Łodzi. Od 1935 do 1939 pełnił obowiązki sekretarza ZZP w Łodzi. W 1944 został aresztowany i osadzony w obozie koncentracyjnym w Tomaszowie Mazowieckim.
W 1945 podjął pracę w Zarządzie Miejskim w Szczecinie u boku Józefa Maciejewskiego. Organizował związki zawodowe niezależne od PPR na terenie Pomorza Zachodniego. Objął obowiązki członka Wydziału Wykonawczego RZZ, zasiadając w plenum CRZZ. Od 1945 sprawował mandat posła do Krajowej Rady Narodowej. W wyborach w 1947 został wybrany w skład Sejmu Ustawodawczego w okręgu Szczecin z listy Bloku Demokratycznego. Mandat utrzymał w Sejmie PRL I kadencji. W latach 1947–1956 sprawował funkcję sekretarza Sejmu.
W latach 1945–1950 był członkiem Stronnictwa Pracy, zaś po rozwiązaniu partii w 1950 znalazł się w Stronnictwie Demokratycznym. Zasiadał w Centralnym Komitecie SD, był także sekretarzem Wojewódzkiego Komitetu SD w Kielcach.